# Železniční trať Valašské Meziříčí – Rožnov pod Radhoštěm
Železniční trať Valašské Meziříčí – Rožnov pod Radhoštěm (v jízdním řádu pro cestující označená číslem 281) je jednokolejná regionální trať o délce 13 km. Provoz na trati byl zahájen v roce 1892.
V roce 2010 došlo v několika etapách k těžké střední obnově v úseku Hrachovec – Zašová, z důvodu poškození při povodních a rekonstrukci dopravny Střítež nad Bečvou. Byly pokáceny porosty v okolí tratě, postavena nová nástupiště v Zašové a Stříteži nad Bečvou. V těchto zastávkách byla také provedena oprava kolejového svršku. Byly zbořeny domky sloužící jako zastávka v Zašové a ve Stříteži nad Bečvou a byly nahrazeny plechovými boudami. V roce 2011 došlo k dalším opravám po povodních a rekonstrukci nákladiště a zastávky Zubří.[zdroj?]

## Obvyklé spoje
Ty jsou na trase Kojetín – Kroměříž – Rožnov pod Radhoštěm a zpět označeny jako linka S4. Spoje jedoucí pouze v úseku Valašské Meziříčí – Rožnov pod Radhoštěm a zpět jsou označeny jako S42. Vlaky Vsetín – Rožnov pod Radhoštěm společnosti ARRIVA vlaky jsou označeny jako linka S2, jedná se o 1 pár vlaků ráno v pracovních dnech a 1 pár večer celotýdenně.[zdroj?] V roce 2020 začaly projíždět stanicí Střítež nad Bečvou všechny vlaky, nyní slouží jen jako výhybna.

## Vlečky
První vlečka odbočovala před zastávkou v Krhové do areálu Sdělovacích a zabezpečovacích dílen ČSD, dnes firmy Ponas; dnes je již zrušená. V Krhové odbočovala vlečka do areálu Schott (bývalý STV Glass) a do bývalého podniku Osvětlovací sklo. Tento celý vlečkový areál je již od roku 2006 bez provozu. Část mezi bránou a odbočnou výhybkou S1 v traťové koleji je ve špatném stavu, dokonce při opravě hlavní silnice došlo k zaasfaltování žlábků přejezdu, což způsobilo nesjízdnost vlečky. Na jaře roku 2014 došlo k celkové likvidaci vlečky Schott (STV Glass). Z rozsáhlé vlečky skláren tak zůstala jen část v bývalém závodě Osvětlovací sklo, ovšem sjízdná je jen krátká část za branou podniku.[zdroj?]
Další vlečka je v Hrachovci do areálu Arpeta Group Hrachovec (bývalá cihelna, nacházela se tam i průmyslová drážka o rozchodu 600 mm), která byla používána ke šrotaci nákladních vozů a odvozu šrotu, na trati se dále nacházejí vlečky do pily (Lesnicko-dřevařská firma) ve Stříteži nad Bečvou (obsluha pravidelně), do Gumáren Zubří (od roku 2010 bez sporadického provozu, dnes je zlikvidováno napojení vlečky na síť Správy železnic) a do areálu Energoaqua Rožnov pod Radhoštěm (bývalá Tesla Rožnov), kam je několikrát do roka navážen mazut pro teplárnu.[zdroj?]
Jako zajímavost lze vzpomenout bývalou vlečku do dřevoskladu v Rožnově pod Radhoštěm, která stála na úrovni dnešního supermarketu Lidl. Při pozorné prohlídce lze najít funkční výhybku, zhruba 20 metrů kolejového svršku (dnes silně zarostlého vegetací),výkolejku a dvě osvětlovací lampy. Dřevosklad ukončil provoz v roce 2000.[zdroj?]
Jedna z rožnovských vleček dokonce překonala samotný konec tratě, a to vlečka uhelných skladů, vedoucí ze stanice podél výtopny, přes dnešní světelnou křižovatku, kde kousek před zemědělskou školou končila.[zdroj?]

## Provoz
V GVD 2024/2025 zajišťují většinu výkonů motorové jednotky 844 RegioShark, doplňují je motorové jednotky 814. Rožnovská trať byla ve Zlínském kraji vůbec první, na které se mohli cestující tímto typem vlaku svézt. Vlaky linky S2 jsou vedeny motorovými vozy a jednotkami Alstom Coradia LINT.
Nákladní dopravu (manipulační vlaky jezdící v neděli, v úterý a ve čtvrtek v noci) zajišťují lokomotivy řady 742 ČD Cargo SOKV Ostrava, Pj Olomouc, PP Valašské Meziříčí.[zdroj?]
Od prosince roku 2029 zde mají být nasazeny bateriové jednotky RegioPanter, které mají jezdit z Rožnova pod Radhoštěm do Valašského Meziříčí, ale i do Vsetína a Bylnice.

## Navazující tratě

### Valašské Meziříčí
- Železniční trať Hranice na Moravě – Púchov
- Železniční trať Kojetín – Valašské Meziříčí
- Železniční trať Ostrava – Valašské Meziříčí

## Stanice a zastávky

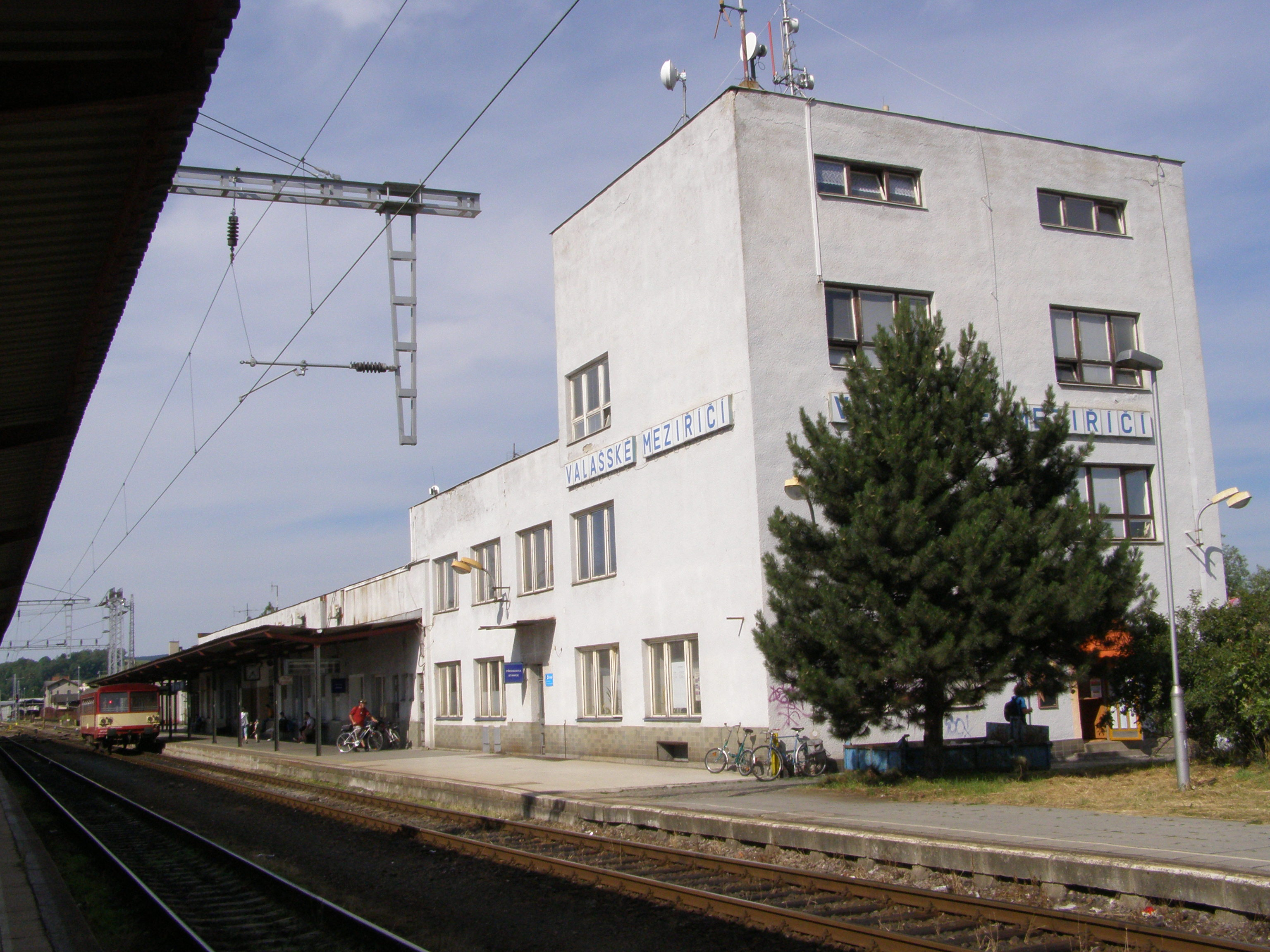
Valašské Meziříčí
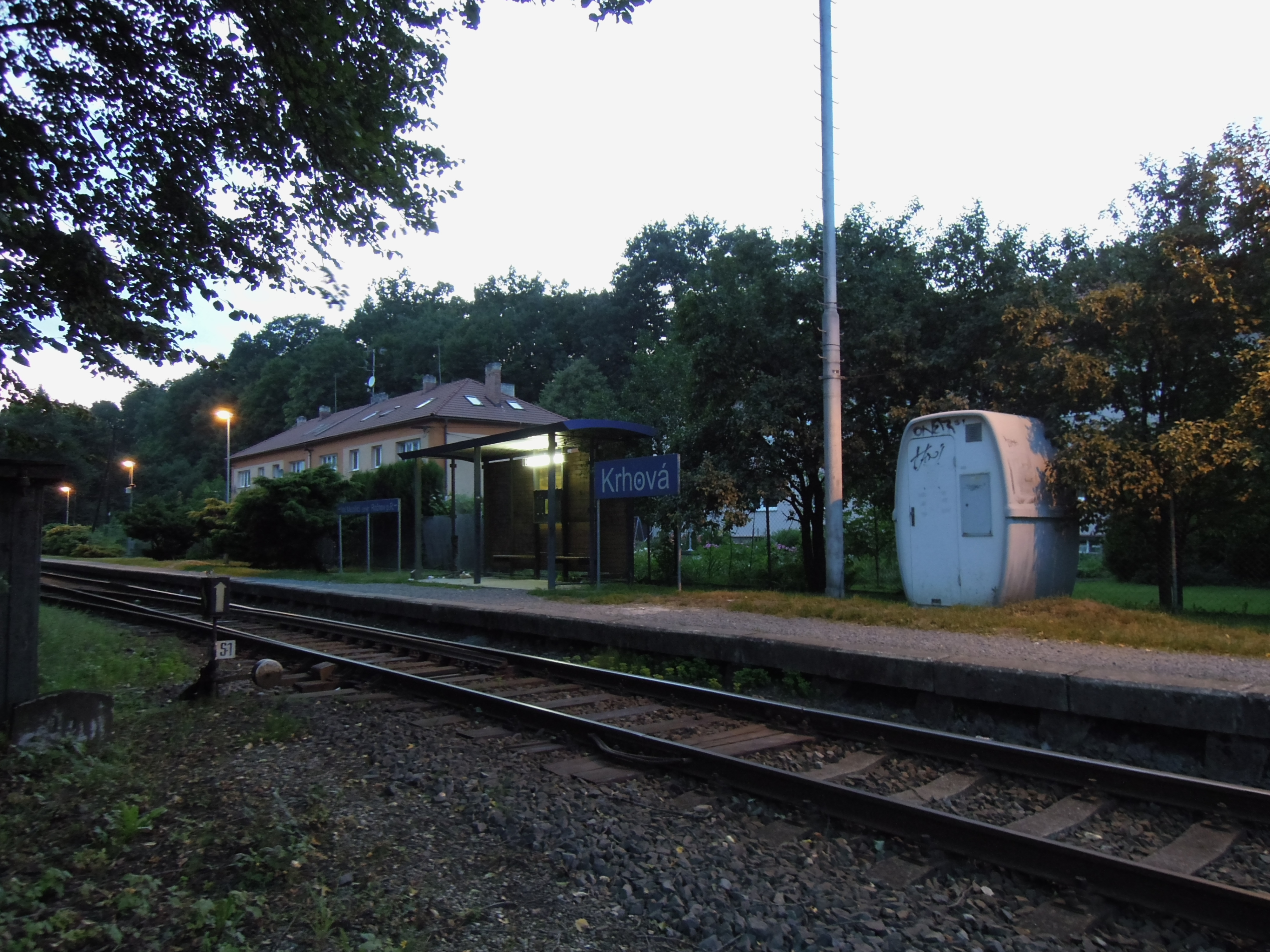
Krhová
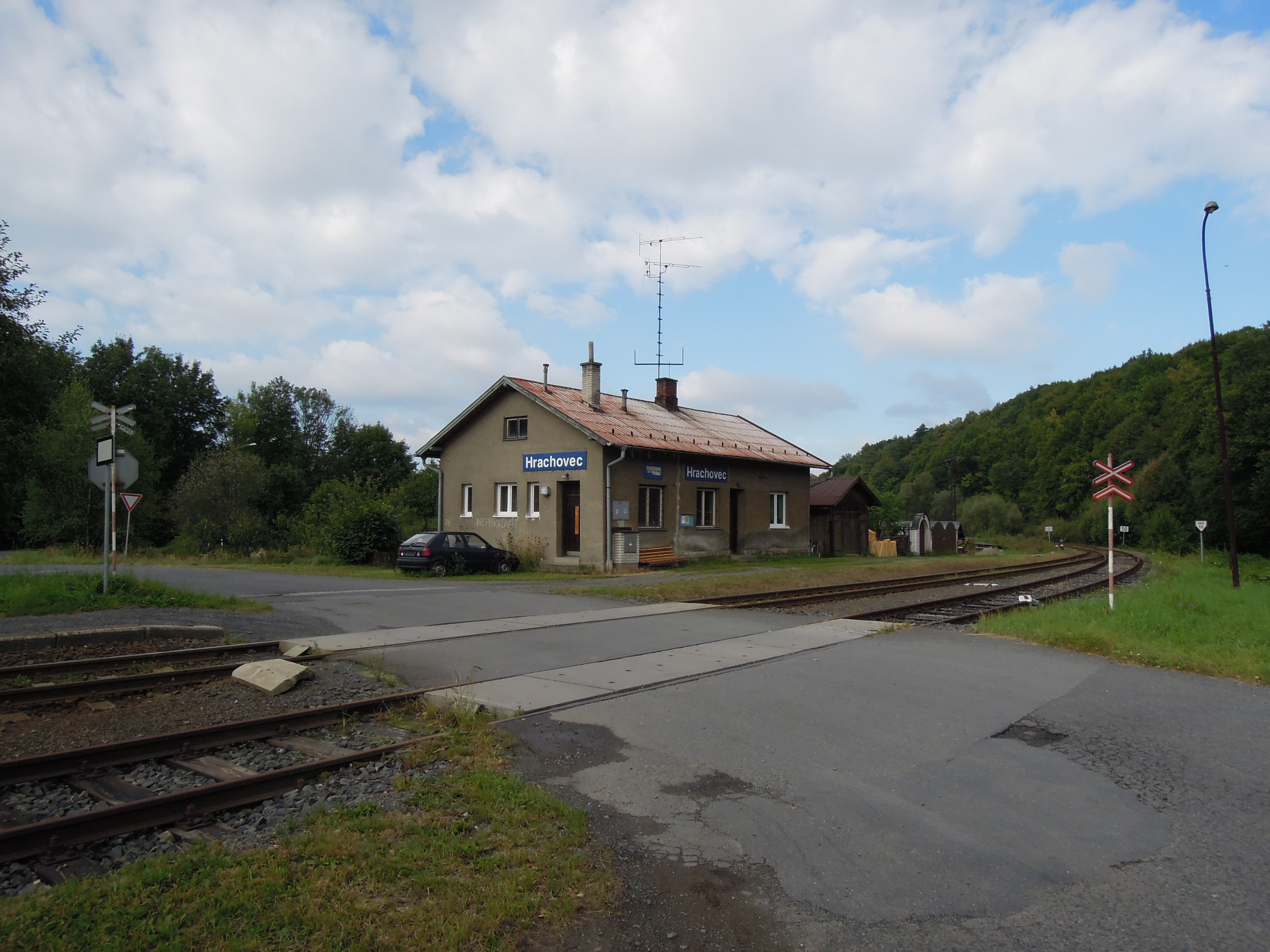
Hrachovec
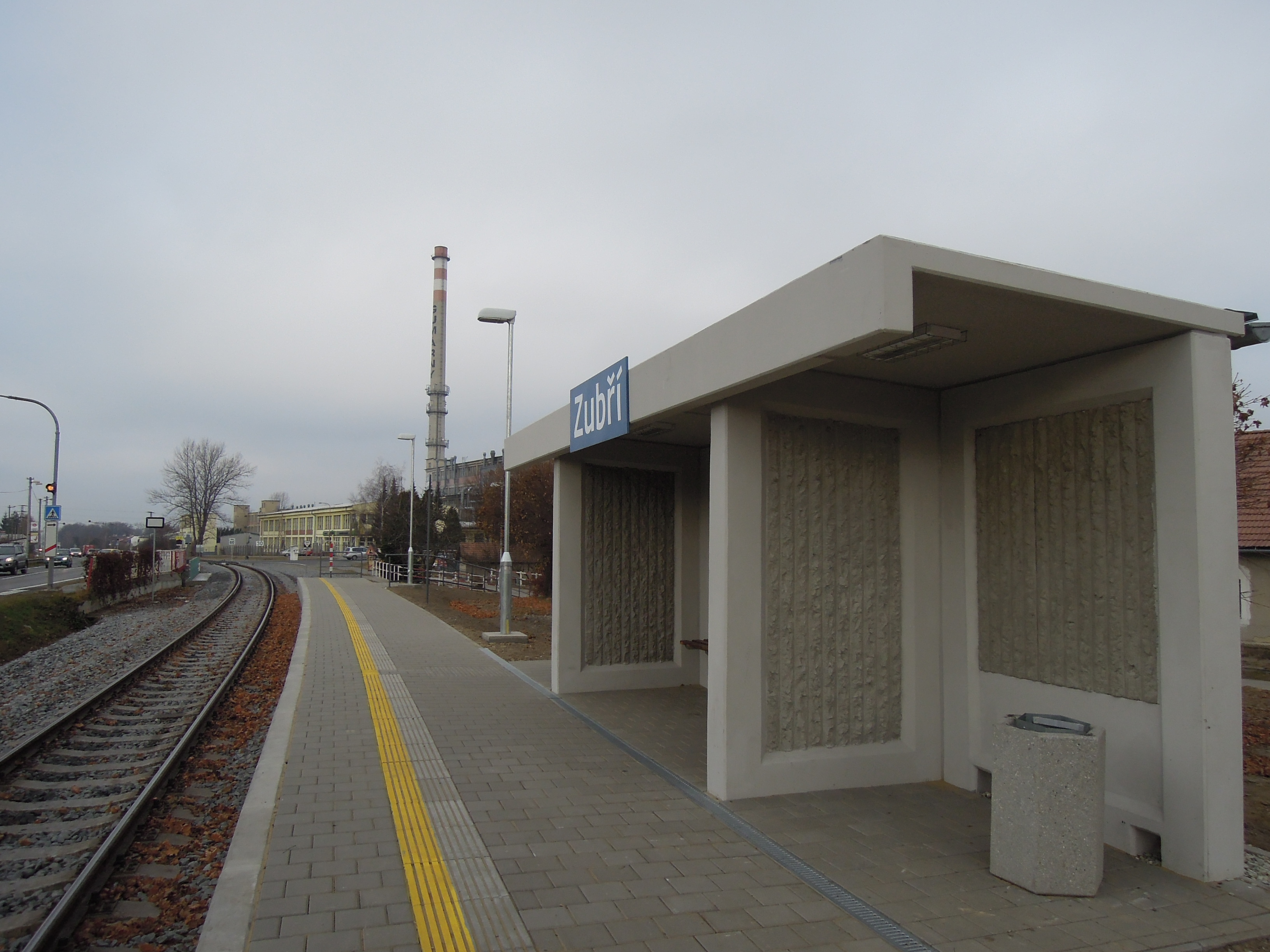
Zubří
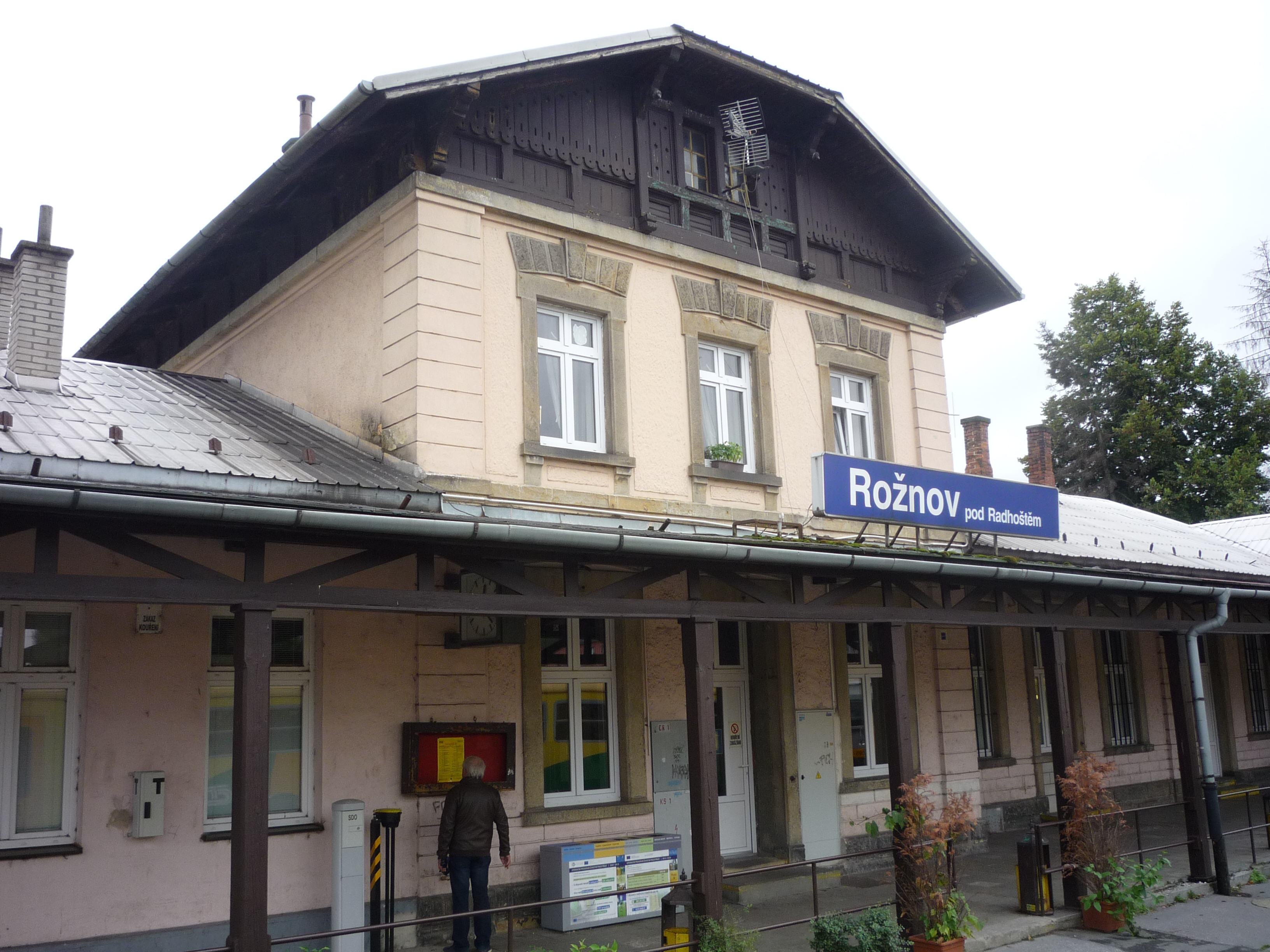
Rožnov pod Radhoštěm